# براندي رودس
براندي رودس (بالإنجليزية: Brandi Reed)‏ هي متزلجة فنية وعارضة أمريكية، ولدت في 23 يونيو 1983 في Canton, Michigan ‏ في الولايات المتحدة وهي كبيرة ضباط العلامة التجارية في اتحاد AEW سابقا.

## وصلات خارجية
- براندي رودس على موقع دبليو دبليو إي (الإنجليزية)
- براندي رودس على موقع WrestlingData.com (الإنجليزية)
- براندي رودس على موقع CageMatch worker (الإنجليزية)
- براندي رودس على موقع قاعدة بيانات المصارعة على الإنترنت (الإنجليزية)
- براندي رودس على موقع عالم المصارعة على الإنترنت (الإنجليزية)
- براندي رودس على موقع عالم المصارعة على الإنترنت (الإنجليزية)
- براندي رودس على موقع IMDb (الإنجليزية)